# Efecto superconfianza
El efecto de superconfianza, también llamado de sobreconfianza o confianza excesiva (Overconfidence effect en inglés), es un sesgo cognitivo que se presenta en la toma de decisiones con incertidumbre, y consiste en la sobreestimación de la seguridad con que los sujetos confían en sus propias decisiones.
En la literatura especializada, este efecto ha sido definido de tres formas diferentes: (1) exceso de confianza en el desempeño propio; (2) exceso de confianza en el desempeño propio en relación con el de otros; y (3) falsa precisión al expresar certeza injustificada en las creencias propias.
Para explicar la superconfianza, el psicólogo Daniel Kahneman introduce un concepto que denomina WYSIATI, siglas en inglés de ‘lo que ves es lo que hay’. Esto consiste en saltar a conclusiones antes de fijarse si la información es suficiente o es de calidad, no considerar variables que no sean evidentes e ignorar las creencias a priori del cálculo Bayesiano.
Este efecto es ampliamente estudiado en el libro pensar rápido, pensar despacio de Kahneman. Uno de los experimentos típicos para evaluar la sobreconfianza consiste en un ejercicio de verdadero y falso en el que se le pregunta a los sujetos por conocimientos generales y luego tienen que declarar la confianza que tienen en la respuesta dada, en porcentaje. Lo que se observa la mayoría de veces es la exageración de la seguridad en las propias decisiones. Es decir, el porcentaje de acierto que asignan los sujetos subjetivamente (la confianza que tienen en su respuesta) suele ser mayor que el porcentaje de acierto real. Esto se explica porque la confianza subjetiva en un juicio no refleja la probabilidad de que éste sea correcto, sino la coherencia de la información y la facilidad cognitiva de su procesamiento.
El psicólogo alemán Gerd Gigerenzer hace una crítica a Kahneman, argumentando que la sobreconfianza puede ser una mera ilusión, e introduce un método diferente para medir la confianza excesiva. Además de preguntar por la seguridad que tenían los individuos tras contestar cada pregunta, al final del ejercicio se les preguntó cuántas preguntas creían que habían acertado, par poder comparar la frecuencia subjetiva con la frecuencia real. Al relacionar los juicios de confianza con el porcentaje de acierto, se evidenciaba un efecto de sobreconfianza. Pero en la comparación entre frecuencias casi desaparecía el sesgo, sugiriendo que la manera de formular la pregunta alteraba el resultado.

## Causas de la sobreconfianza
- Sesgo de autoservicio: cuando los individuos atribuyen sus éxitos a sus propias habilidades pero culpan de sus fracasos a factores externos como «la mala suerte», elevando su autoestima.[6]
- Sesgo de confirmación: consiste en buscar evidencia que confirme una idea que se tiene e ignorar la información que la contradiga.[7]
- Sesgo retrospectivo: es exagerar la capacidad de predecir el futuro, y tener expresiones del tipo «siempre lo supe» cuando el suceso era difícilmente predecible. Induce a los observadores a evaluar el carácter de una decisión no por lo adecuado de la misma, sino según sea bueno o malo su resultado.[8]
- Ilusión de aptitud: cuando un individuo se especializa en algo, tiene más confianza en sus predicciones, aunque su campo de conocimiento sea una ciencia difícilmente predecible como la política o las finanzas. Aunque los que saben más predicen ligeramente mejor que los que saben menos, los primeros son menos de fiar por su exceso de confianza poco realista. Cuanto más famoso es un predictor, más extravagantes son sus predicciones.[9]
- Ilusión de validez: tener una sensación de certeza frente a un juicio emitido a pesar de tener evidencia de que la propia capacidad previsora es nula.[3]
- Ilusión del control: es la tendencia de los seres humanos de creer que pueden controlar o modificar los resultados en los que claramente no tienen ninguna influencia.[10]

## Implicaciones prácticas
Tener confianza excesiva en las capacidades propias y considerarse mejor que los demás (pensar que se tienen mejores argumentos, mayor poder, mayor fuerza militar, mayor sagacidad o mejor comprensión del mercado) explica por qué los individuos hacen huelgas, van a la guerra, presentan demandas, invierten en la bolsa, etc.
En el campo de las finanzas se han hecho estudios que muestran la incapacidad de los corredores de bolsa para predecir el mercado. El libro Pensar rápido, pensar despacio habla de la investigación de Terrance Odean, profesor de finanzas de la Universidad de California.
```
«Terry Odean comenzó estudiando de los registros de una agencia 10.000 cuentas bursátiles de inversores individuales de un período de siete años. Pudo analizar cada transacción que los inversores ejecutaron a través de esta firma, que fueron alrededor de 163.000. Tal abundancia de datos permitió a Odean identificar todos los ejemplos en los que un inversor vendió algunas de sus acciones y poco después compró otras. En estas operaciones, el inversor revelaba que tenía una idea definitiva sobre el futuro de las dos compañías: esperaba que las acciones que decidió comprar subirían más que las que decidió vender. Odean comparó la rentabilidad de las acciones que el inversor había vendido con la de las que había comprado en el curso de un año después de la transacción. Los resultados fueron inequívocamente malos. De promedio, las participaciones que los individuos vendieron subieron más que las que compraron con un margen muy sustancial: 3,2 puntos porcentuales por año, bien lejos y por encima de los importantes costes de la ejecución de ambas operaciones. Evidentemente hay individuos que lo hicieron mejor y otros peor. Pero pocos inversionistas, si hay alguno, poseen la aptitud requerida para ganarle al mercado año tras año de manera sistemática».
[
3
]
[
11
]
 Esto es un claro ejemplo de una ilusión de aptitud, que genera confianza excesiva en inversores cuyas estadísticas no son nada favorables.
```